# Hilara hubeiensis
Hilara hubeiensis är en tvåvingeart som beskrevs av Yang 1997. Hilara hubeiensis ingår i släktet Hilara och familjen dansflugor. Inga underarter finns listade i Catalogue of Life.